# Paratrachea viridescens
Paratrachea viridescens är en fjärilsart som beskrevs av Barnes och Mcdunnough 1918. Paratrachea viridescens ingår i släktet Paratrachea och familjen nattflyn. Inga underarter finns listade i Catalogue of Life.